# Bonnie Turner
Bonnie Turner est une scénariste, productrice et actrice américaine.

## Filmographie

### comme scénariste
- 1987 : Funland
- 1992 : Wayne's World
- 1993 : Coneheads
- 1993 : Wayne's World 2
- 1995 : La Tribu Brady (The Brady Bunch Movie) de Betty Thomas
- 1995 : Le Courage d'un con (Tommy Boy)
- 1998 : Saturday Night Live: The Best of Phil Hartman (TV)
- 2000 : Normal, Ohio (Normal, Ohio) (série télévisée)
- 2003 : Whoopi (série télévisée)
- 1998-2006 : That '70s Show (série télévisée)

### comme productrice
- 1994 : She TV (série télévisée)
- 1996 : Troisième planète après le Soleil (3rd Rock from the Sun) (série télévisée)
- 1998-2006 : That '70s Show (série télévisée)
- prochainement : That '90s Show (série télévisée)

### comme actrice
- 1980 : The Bill Tush Show (série télévisée)
- 1987 : Dead Aim : Barbra Pointer
- 1987 : Funland : Darlene Dorkner